# Barleria calophylla
Barleria calophylla är en akantusväxtart som beskrevs av Gustav Lindau. Barleria calophylla ingår i släktet Barleria och familjen akantusväxter. Inga underarter finns listade i Catalogue of Life.